# Relaciones España-Naciones Unidas
Las relaciones España-Naciones Unidas son las relaciones internacionales entre las Naciones Unidas (ONU) y España.

## Historia

### Precedentes
El precursor de las Naciones Unidas fue la Sociedad de las Naciones, organización que se estableció en 1919, tras la firma del Tratado de Versalles, “para promover la cooperación internacional y conseguir la paz y la seguridad”, y a la que España se adhirió como país fundador incluido en el anexo I del Tratado de Versalles (1920). El estallido de la Segunda Guerra Mundial puso en evidencia el fracaso de la Sociedad de Naciones.

## Adhesión a la organización
España ingresó en la ONU el 14 de diciembre de 1955 y ha sido miembro electo del Consejo de Seguridad en cinco ocasiones; esto es, aproximadamente, una vez cada diez años. La última, en el bienio 2015-2016. A lo largo de este periodo, y especialmente a partir del advenimiento de la democracia, España se ha involucrado activamente en la organización, reiterando la necesidad de que la comunidad internacional se asiente sobre los pilares de la seguridad, el desarrollo y el respeto de los derechos humanos.

## Contribución económica
España ocupa el undécimo puesto en la escala de contribuciones financieras al Presupuesto Ordinario de las Naciones Unidas y es miembro del Grupo de Ginebra, formado por los mayores contribuyentes, que realiza un seguimiento exhaustivo de las cuestiones administrativas y presupuestarias en el sistema de las Naciones Unidas, incluyendo sus Agencias especializadas y Organizaciones Internacionales Técnicas.

## Organismos con sede en España
La ONU cuenta con varios organismos propios con sede en algunas ciudades españolas:
- Madrid: Organización Mundial del Turismo.
- Barcelona: Universidad de las Naciones Unidas - Instituto de la Globalización, Cultura y Movilidad.